# Friedrich von Aspern
Friedrich August von Aspern (* 12. September 1811 in Altona; † 30. Oktober 1890 in Hamburg) war ein deutscher Arzt und Historiker.

## Herkunft
Friedrich von Aspern war Angehöriger einer von Kopenhagen nach Norddeutschland eingesiedelten Familie. Seine Eltern waren der Altonaer Polizeimeister und Ratsherr Wilhelm von Aspern (1770–1831) und Maria Hartog (1777–1843).

## Leben
Friedrich von Aspern studierte in den Jahren von 1829 bis 1835 zuerst Rechtswissenschaften, dann Medizin, wobei er die Universitäten in Göttingen, Jena, Berlin, Heidelberg und schließlich Kiel besuchte, wo er zum Dr. med. promoviert wurde. Von 1835 bis 1838 lebte er in Wandsbeck und dann bis 1841 als Arzt in Ahrensburg, hiernach in Hamburg.
Er widmete sich neben seiner Tätigkeit als praktizierender Arzt publizierend der lokalen Geschichtsforschung und war Mitglied der Schleswig-Holstein-Lauenburgischen Gesellschaft für Vaterländische Geschichte in Kiel, der Westfälischen Gesellschaft für Geschichte zur Beförderung Vaterländischer Kultur, sowie seit 1856 korrespondierendes Mitglied der Gesellschaft für Geschichte und Altertumskunde der Ostseeprovinzen Russlands.
Aspern wurde im Kirchhof der Jakobikirche bestattet.

## Familie
Friedrich von Aspern heiratete 1838 Wilhelmine Ellerbrock (1813–1893). Aus der Ehe gingen eine Tochter und vier Söhne hervor.

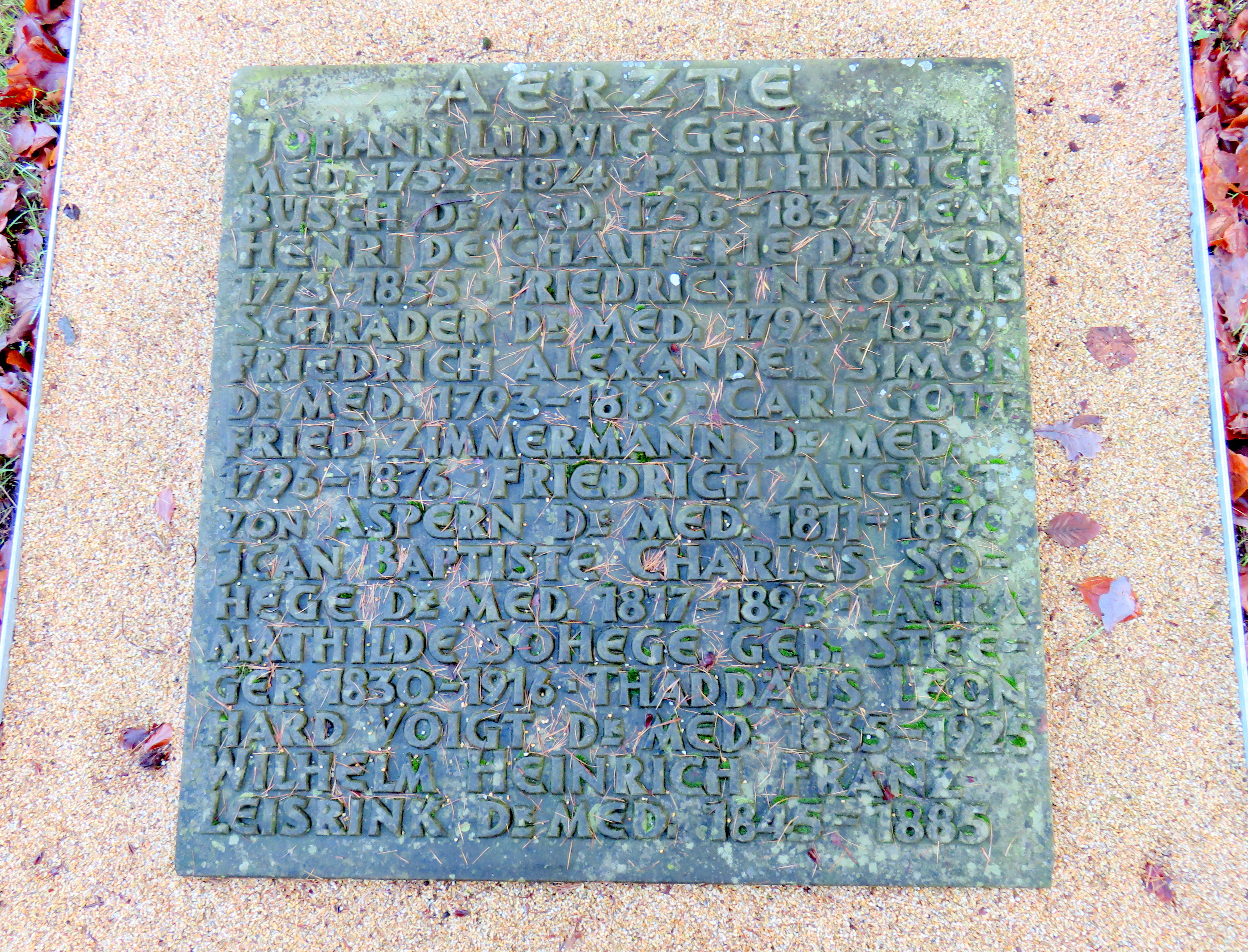
„Friedrich August von Aspern“, Sammelgrabmal Aerzte, Friedhof Ohlsdorf

## Erinnerung
Auf dem Ohlsdorfer Friedhof wird auf der Sammelgrabmalplatte Aerzte des Althamburgischen Gedächtnisfriedhofs unter anderen an Friedrich von Aspern erinnert.

## Schriften
- Genealogische Beiträge zur Geschichte der Grafen von Holstein und Schauenburg. In: Nordalbingische Studien, Bd. 3 (1846), S. 1–30 und 209–225.
- Kleine Beiträge zur Geschichte und nähern Kenntnis der Stadt Altona. Adolf Lehmkuhl, Altona 1849 (Digitalisat im Münchener Digitalisierungszentrum).
- Beiträge zur ältern Geschichte Holsteins. Perthes-Besser und Mauke, Hamburg 1849 (Digitalisat im Münchener Digitalisierungszentrum).
- Codex diplomaticus historiae comitum Schauenburgensium. Urkundliches Material zur Geschichte und Genealogie der Grafen von Schauenburg, Bd. 2, Hamburg 1850 (Digitalisat im Münchener Digitalisierungszentrum).
- Beiträge zur Geschichte und Genealogie der Grafen Holstein-Schauenburg. In: Nordalbingische Studien, Bd. 5 (1850), S. 153–214.